# Хелсиншка катедрала
Хелсиншка  катедрала  је евангелистичко - лутерански сакрални објекат Хелсиншке бискупије у главном и највећем граду Финске, Хелсинкију. До проглашења независности Финске 1917. године називана је и Црквом Светог Николе.

## Положај и окружење
Хелсиншка катедрала се налази у саставу Трг Сената, који заузима главно место у Енгеловом урбанистичком решењу, које је Хелсинкију донео назив „белог града севера“. Ово је један је од главних градских тргова и уоквирен је главном зградом Универзитета  на западу,  катедралом  на  северу  и  зградом  Владе  на истоку. На југоисточном делу трга налази се кућа Седерхолм, најстарија камена кућа у граду. На тргу се налази и музичка инсталација „Звук Трга  Сената“, која  сваког  дана  у  17:49 часова емитује  петоминутну композицију на модерној верзији ксилофона.

## Историја
На месту данашње катедрале на коме се налазила мања црква посвећена ктиторки Елрики Елеонори, краљици Шведске, изграђена је наова катедрала између 1830. и 1852. године у част Великог војводе од Финске, руског цара Николаја I.
По завршетку градње, звала се Катедрала Светог Николе, по руском цару Николи I који је покренуо пројекат изградње и Светом Николи заштитнику помораца.  Након што је Финска постала независна држав 1917. године, катедрала је променила назив у Велика катедрала.  Када је 1959. основана Хелсиншка бискупија, Велика катедрала је постала Хелсиншка катедрала.

## Намена
Катедрала је главна црква Хелсиншке жупе и Хелсиншке епархије, у којој се одржава годишња екуменске служба. Поред тога катедрала се користи за свечана отварања и затварања заседања парламента, као и службу поводом Дана независности. 
У катедрали Универзитет у Хелсинкију и друге високошколске установе, редовно организују церемоније доделе диплома.
Катедрала је такође позната и по томе што се у њој одржавају празнични, недељни и други концерти и свадбене церемоније.  
Катедралу и догађања у њој годишње посети преко 500.000 посетилаца из различитих делова света.

## Архитектура
Катедрала  је  део  пројекта  уређења  града  под  руководством  Карла Лудвига Енгела и замишљена је као објекат који ће доминирати Тргом Сената, пошто су околне грађевине мање.
Катедрала је у основи у облику грчког крста,  а  фасада  сваког  крака  крста  употпуњена  је  колонадом  са тимпаном.
Цркву покрива велика зелена купола, а четири мање куполе доградио је Ернст Лорман, Енгелов следбеник, како би црква личила на Цркву Светог Исака у Санкт Петербургу. Лорман је доградио и два 
звоника и поставио статуе дванаест апостола на угловима крова.
Иконостас је донација  Цара Николаја I  и  дело  је  Карла Тимолеона фон Нефа.
Крипта цркве  осим верске има и изложбену намену